# 尼古拉斯·莱登
尼古拉斯·B·莱登（英語：Nicholas B. Lydon，1957年2月27日—），英国科学家、企业家。他因研发格列卫——一种治疗慢性粒细胞白血病的选择性BCR - ABL抑制剂获得2009年拉斯克奖。莱登在英国利兹大学获生物化学理学士，在邓迪大学获得博士学位。